# Палеоантропи
Палеоантро́пи (від грец. palaios — стародавня і anthropos — людина) — узагальнена назва викопних предків людей, які жили в Азії, Африці та Європі 250—35 тис. років тому. 
Палеоантропи являють собою закономірний етап антропогенезу, що передував появі людини сучасного виду — неоантропа. Серед палеоантропів можна виділити кілька груп (вони відрізняються одна від одної за антропологічними ознаками і частково за особливостями кам'яних знарядь): ранні та пізні палеоантропи Європи, південноафриканські та південноазійські форми, палеоантропи Передньої Азії. Пізні палеоантропи Західної Європи називаються неандертальцями. На сьогоднішній день, усіх ранніх палеоантропів відносять до виду Homo heidelbergensis, хоча існують і більш роздрібнені таблиці їх класифікації, що додають більшого значення місцевим особливостям викопаних матеріалів з різних регіонів.

## Знахідки
Наочні свідчення стадії цієї еволюції людини є у вигляді розкопаних черепів та інших частин скелета, виявлених в африканських місцезнаходженнях Омо, Бодо (Обидва в Ефіопії), Ндуту, Нгалоба, Еяса (всі в Танзанії), Брокен-Хіл (Замбія) та інших. Також на Близькому Сході (Зутієх в Ізраїлі), в Індії (Нармада), Індонезії (Нгандонг) та в Китаї (Дали, Мапа, Сюйцзіяо та інші).
Вік більшості перерахованих знахідок не визначений точно, але в цілому, вони можуть бути розміщені в хронологічному діапазоні, приблизно від 600 до 150 тис. р. тому. Що стосується Європи, то тут, мабуть, є майже всі наявні до теперішнього часу палеоантропологічні матеріали, крім тих, що відносяться вже до Homo sapiens, слід розглядати як залишки палеоантропів.

## Характеристика
Будучи нащадками архантропів та зберігши ще багато властивих їм рис (низький, похилий лоб, розвиненні надбрівні дуги, масивне підборіддя без виступу та ряд інших), палеоантропи, тим не менше, повсюдно відрізняються від своїх попередників загальною формою черепа, та помітно збільшеним об’ємом мозкової порожнини. У цих гомінід, як правило, більш широке, ніж у Homo erectus, чоло і більш округла потилиця, позбавлена властивому архантропам незграбного виступу. Для них також характерне зрощення тім’яної області черепа. Розмір ендокрена на цій стадії еволюції зазвичай перевищує 1100 см³, а в окремих випадках навіть досягає розмірів, типових для сучасної людини (1400 см³ і більше).